# Jean Moldoveanu
Jean Moldoveanu (n. 24 septembrie 1927, Pașcani – d. 24 noiembrie 1997, București) a fost un general român de poliție, care a îndeplinit funcția de șef al Inspectoratului General al Miliției (1973-1978 și 1989-1990).

## Biografie
Jean Moldoveanu s-a născut la data de 24 septembrie 1927, în municipiul Pașcani (județul Iași). A urmat cursurile Școlii de Ofițeri M.A.I. (1949-1950), Academiei de Științe Social-Politice "Ștefan Gheorghiu" și apoi ale Facultății de Arme Întrunite din cadrul Academiei Militare Generale din București (1968-1970).
După absolvirea Școlii de ofițeri, a fost înaintat la gradul de locotenent (martie 1950). A îndeplinit funcția de șef de stat major și prim locțiitor al comandantului Trupelor de Pază în perioada septembrie 1967 - octombrie 1968. Înaintat la gradul de general-maior (cu o stea) în 20 august 1969, Jean Moldoveanu a fost numit în funcția de comandant al Comandamentului Trupelor de Securitate (actuala Jandarmerie) din cadrul Ministerului Afacerilor Interne (decembrie 1970 - decembrie 1972).
Generalul Ion Jean Moldoveanu a fost numit la 16 decembrie 1972 în funcția de adjunct al ministrului de interne. La 10 iunie 1973 a fost numit în funcția de șef al Inspectoratului General al Miliției și delegat al RSR la Interpol. A fost înaintat la gradul de general-locotenent (cu 2 stele) la 19 august 1974. Jean Moldoveanu a fost ales, la Congresul al XI-lea al PCR din noiembrie 1974, ca membru supleant al CC al PCR.
Printre realizările mandatului său menționăm următoarele:
- La lucrările celei de-a 42-a sesiuni a Adunării Generale a OIPC-Interpol de la Viena din 2-9 octombrie 1973, s-a aprobat cererea de afiliere a Poliției Române la această organizație. România a fost reprezentată de o delegație condusă de către generalul Jean Moldoveanu, care a prezentat oficial scrisoarea și documentele prin care România solicita afilierea la Organizația Internaționala de Poliție Criminală-Interpol. Această solicitare a fost aprobată cu 92 de voturi pentru, unul împotrivă și două abțineri.[5]
- La inițiativa sa, a fost organizat în anul 1978 primul curs de ofițeri experți în afaceri judiciare din România, cu durată de un an. La aceste cursuri au participat opt ofițeri din București și câte unul de la fiecare miliție județeană, care trebuziau să fie formați pentru a rezolva marile afaceri judiciare ale timpului și în special cazurile de omucideri rămase cu autori necunoscuți.[6]

În iulie 1978, după fuga din România a generalului Ion Mihai Pacepa, generalul Moldoveanu a fost demis din funcțiile de adjunct al ministrului de interne și șef al Inspectoratului General al Miliției și trecut în rezervă în septembrie 1978. I s-au acordat însărcinări civile, cum ar fi cele de membru al Consiliului Național al Frontului Unității Socialiste și membru în Biroul Executiv al Comisiei Centrale de Partid și de Stat pentru Sistematizarea Teritoriului, Orașe și Localități Rurale. Între anii 1978-1989 a îndeplinit funcția de director general al Centralei Electrice Porțile de Fier II. Nu a mai fost ales în CC al PCR la Congresul al XII-lea al PCR din noiembrie 1979. După cum a afirmat generalul Ion Suceavă, fost șef al Corpului de Control al Ministerului de Interne (1990-1992): „După înlăturare, generalul Jean Moldoveanu a fost marginalizat, ignorat, trecut în rezervă și trimis la Călărași, să muncească la un grup de șantiere, de unde în final a ieșit la pensie”.
La data de 28 decembrie 1989, generalul-locotenent Jean Moldoveanu a fost rechemat în activitate prin decret  al președintelui Consiliului Frontului Salvării Naționale, Ion Iliescu, numit în funcția de adjunct al ministrului de interne și șef al Inspectoratului General al Poliției  și înaintat la gradul de general-colonel (cu 3 stele) .
La data de 8 ianuarie 1990, generalul-colonel Jean Moldoveanu a fost numit în funcția de prim-adjunct al ministrului de interne și șef al Inspectoratului General al Poliției . A fost trecut direct în retragere la data de 14 iunie 1990 , după începerea evenimentelor din Piața Universității.
Generalul Jean Moldoveanu a încetat din viață la data de 24 noiembrie 1997, în municipiul București.

## Distincții
- Ordinul „Steaua Republicii Socialiste România” clasa a IV-a (25 decembrie 1967) „pentru merite deosebite în opera de construire a socialismului, cu prilejul celei de-a XX-a aniversări a proclamării Republicii”[15]
- Ordinul „Pentru servicii deosebite aduse în apărarea orînduirii sociale și de stat” clasa a II-a (20 aprilie 1971) „pentru merite deosebite în opera de construire a socialismului, cu prilejul aniversării a 50 de ani de la constituirea Partidului Comunist Român”[16]